# Óscar Guardingo Martínez
Óscar Guardingo Martínez, né le 6 octobre 1975, est un homme politique espagnol membre de Podemos.

## Biographie

### Carrière politique
Le 20 décembre 2015, il est élu sénateur pour Barcelone au Sénat et réélu en 2016. Il est membre suppléant de la députation permanente.